# Fjodor Michailowitsch Dostojewskis Briefe
Von Fjodor Michailowitsch Dostojewski sind etliche Hundert Briefe erhalten, die für die Russistik eine wichtige Quelle bilden und die heute mehrheitlich auch veröffentlicht sind. Das Textkorpus umfasst offizielle, geschäftliche und persönliche Briefe. Die Briefe sind an eine große Bandbreite unterschiedlicher Personen gerichtet. Adressaten, die in dem Textkorpus besonders häufig vorkommen, sind Michail Michailowitsch Dostojewski (Bruder), Anna G. Dostojewskaja (Ehefrau), Michail Katkow, N. A. Ljubimow (Physiker), Apollon Maikow (Dichter), Alexei Pleschtschejew, Nikolai Strachow, Iwan Turgenew, Alexander Wrangel, Stepan Janowski und Polina Suslowa.

## Ausgaben (Auswahl)
In deutscher Übersetzung
- Briefe. Reclam, 1981.
- Briefe. Insel, Leipzig 1984 (Zwei Bände).
- Briefe. Insel, Leipzig 1996, ISBN 3-458-32934-X (Zwei Bände).
- Die Briefe an Anna 1866‒1880. Athenaeum, Bodenheim 1990, ISBN 3-7610-8396-3.
- Gesammelte Briefe 1833‒1881. Piper, München 1966.
- Friedrich Hitzer (Hrsg.): Gesammelte Briefe 1833‒1881. 2. Auflage. Piper, 1986, ISBN 3-492-00761-9.

In englischer Übersetzung
- David Lowe (Hrsg.): Complete Letters. Volume 1: 1832‒1859. Ardis, Ann Arbor 1988.
- David A. Lowe (Hrsg.): Complete Letters. Volume 2: 1860‒1867. Ardis, 1989, ISBN 0-88233-926-5.
- Complete Letters. Volume 3: 1868‒1871. Ardis, 1990, ISBN 0-88233-542-1.
- Complete Letters. Volume 4: 1872‒1877. Ardis, 1991, ISBN 0-88233-543-X.
- David A. Lowe (Hrsg.): Complete Letters. Volume 5: 1878‒1881. Ardis Publishing, 1991, ISBN 0-88233-544-8.
- Letters and Reminiscences. Kessinger, 2007, ISBN 978-0-548-14256-1.
- Letters and Reminiscences. Kessinger, 2010, ISBN 978-1-162-99563-2.
- Letters and Reminiscences. Ulan Press, 2012.
- Letters of Fyodor Michailovitch Dostoevsky to His Family and Friends. Forgotten Books, 2012.
- Letters of Fyodor Michailovitch Dostoevsky to His Family and Friends. Hardpress Publishing, 2013, ISBN 978-1-313-49665-0.
- New Dostoevsky Letters. Haskell House, 1982, ISBN 0-8383-1824-X.
- Joseph Frank (Hrsg.): Selected Letters of Fyodor Dostoevsky. Rutgers University Press, 1987, ISBN 0-8135-1185-2.